# Matti Ahde
Matti Allan Ahde (23 décembre 1945 à Oulu - 20 décembre 2019 à Helsinki) est un politicien social-démocrate finlandais,,.

## Biographie
Matti Ahde est l'ainé d'une famille de sept enfants. 
La maison d'enfance d'après-guerre est si pauvre que l'argent manque souvent pour la location d'un poêle. 
Son père est mort quand Mati a 13 ans, et il devient le deuxième soutien de famille aux côtés de sa mère.
Matti Ahde est diplômé des cours du soir de l'école professionnelle centrale d'Ostrobotnie du Nord en 1962 et de l'université populaire de l'Académie des travailleurs en 1968. 
En 1961-1964, il travaille comme électricien à Typpi Oy à Oulu.
De 1968 à 1970, il est directeur de la Fédération de la jeunesse social-démocrate à Oulu. 
De 1972 à 1984, il est conseiller municipal d'Oulu.

## Carrière politique
Matti Ahde est élu député du Parti social-démocrate de Finlande pour la circonscription d'Oulu aux Élections législatives finlandaises de 1970. 
Il siégera au Parlement sans interruption jusqu'en 1990 et il est président du groupe parlementaire du SDP de 1975 à 1982 et membre du comité du parti de 1972 à 1990. 
De 1984 à 1987, Matti Ahde a été le deuxième vice-président du SDP et de 1987 à 1990 son premier vice-président.
Matti Ahde est membre du Parlement en 1970–1990 et 2003–2011.
Il est président du Parlement de 1987 à 1989.
Matti Ahde est ministre de l'Intérieur de 1982 à 1983 des gouvernements Sorsa III et Sorsa IV et ministre de l'Environnement de 1983 à 1987 du gouvernement Sorsa IV.